# Qusarçay
Qusarçay è un comune dell'Azerbaigian situato nel distretto di Xaçmaz. Conta una popolazione di 4 776 abitanti.